# Mutukura (periodiskt vattendrag, lat -2,63, long 30,34)
Mutukura är ett periodiskt vattendrag i Burundi. Det ligger i den norra delen av landet, 140 km nordost om huvudstaden Bujumbura.
Omgivningarna runt Mutukura är huvudsakligen savann. Runt Mutukura är det tätbefolkat, med 319 invånare per kvadratkilometer.